# Benigno Aquino, Jr.
Benigno Simeon "Ninoy" Aquino, Jr. (født 27. november 1932, død 21. august 1983) var en filippinsk oppositionsleder og modstander af præsident Ferdinand Marcos' styre. 
Aquino giftede sig i 1956 med Corazon Cojuangco. Parret levede i eksil i USA i perioden 1980-1983. Han vendte tilbage til Filippinerne efter at være blevet lovet personlig sikkerhed af Ferdinand Marcos, men da han steg af flyet i lufthavnen Manila International Airport, blev han skudt og dræbt. Lufthavnen har senere fået navn efter ham, så den nu hedder Ninoy Aquino International Airport.
Hans enke Corazon Aquino blev landets præsident tre år efter, da Ferdinand Marcos var blevet styrtet. Deres søn, Benigno Aquino III blev præsident 2010.
1. ↑  Navnet er anført på engelsk og stammer fra Wikidata hvor navnet endnu ikke findes på dansk.